# Belgische kampioenschappen atletiek 1967
De Belgische kampioenschappen atletiek 1967 Alle Categorieën vonden, voor zowel de mannen als de vrouwen, op 5 en 6 augustus plaats in Brussel.

## Uitslagen
| Atleet                  | Prestatie | Onderdeel            | Atlete                | Prestatie   |
| ----------------------- | --------- | -------------------- | --------------------- | ----------- |
| Paul Poels              | 10,8 s    | 100 m                | Monique Vanherck      | 12,4 s      |
| Paul Poels              | 21,4 s    | 200 m                | Rosika Verberckt      | 25,8 s      |
| Willy Vandenwijngaerden | 48,0 s    | 400 m                | Annie-Paule Knipping  | 57,4 s (NR) |
| Willy Mertens           | 1.52,5    | 800 m                | Marie-Claire Decroix  | 2.17,2      |
| André Dehertoghe        | 3.44,5    | 1500 m               | -                     | -           |
| Jony Dumon              | 14.11,4   | 5000 m               | -                     | -           |
| Robert Folie            | 30.12,6   | 10.000 m             | -                     | -           |
| -                       | -         | 80 m horden          | Roswitha Emonts-Gast  | 11,5 s      |
| Wilfried Geeroms        | 14,4 s    | 110 m horden         | -                     | -           |
| Luc Legros              | 24,7 s    | 200 m horden         | -                     | -           |
| Wilfried Geeroms        | 52,9 s    | 400 m horden         | -                     | -           |
| Gaston Roelants         | 8.38,2    | 3000 m steeple       | -                     | -           |
| Freddy Herbrand         | 1,97 m    | hoogspringen         | Rita Vanherck         | 1,65 m      |
| Paul Coppejans          | 4,40 m    | polsstokhoogspringen | -                     | -           |
| Yves Theisen            | 7,32 m    | verspringen          | Monique Vanherck      | 5,87 m      |
| Albert Van Hoorn        | 13,89 m   | hink-stap-springen   | -                     | -           |
| Bertrand De Decker      | 16,24 m   | kogelstoten          | Marcella Coremans     | 12,63 m     |
| Bertrand De Decker      | 49,17 m   | discuswerpen         | Monique Goeffers      | 41,10 m     |
| Lode Wyns               | 67,74 m   | speerwerpen          | Ghislaine D'Hollander | 39,70 m     |
| Marcel Hertogs          | 57,96 m   | hamerslingeren       | -                     | -           |

1889 · 
1890 · 
1891 · 
1892 · 
1893 · 
1894 · 
1895 · 
1896 · 
1897 · 
1898 · 
1899 · 
1900 · 
1901 · 
1902 · 
1903 · 
1904 · 
1905 · 
1906 ·
1907 ·
1908 · 
1909 · 
1910 · 
1911 · 
1912 · 
1913 · 
1914 · 
1919 · 
1920 · 
1921 · 
1922 · 
1923 · 
1924 · 
1925 · 
1926 · 
1927 · 
1928 · 
1929 · 
1930 · 
1931 · 
1932 · 
1933 · 
1934 · 
1935 · 
1936 · 
1937 · 
1938 · 
1939 · 
1940 · 
1941 · 
1942 · 
1943 · 
1944 · 
1945 · 
1946 · 
1947 · 
1948 · 
1949 · 
1950 · 
1951 · 
1952 · 
1953 · 
1954 · 
1955 · 
1956 · 
1957 · 
1958 · 
1959 · 
1960 · 
1961 · 
1962 · 
1963 · 
1964 · 
1965 · 
1966 · 
1967 · 
1968 · 
1969 · 
1970 · 
1971 · 
1972 · 
1973 · 
1974 · 
1975 · 
1976 · 
1977 · 
1978 · 
1979 · 
1980 · 
1981 · 
1982 · 
1983 · 
1984 · 
1985 · 
1986 · 
1987 · 
1988 · 
1989 · 
1990 · 
1991 · 
1992 · 
1993 · 
1994 ·
1995 · 
1996 · 
1997 · 
1998 · 
1999 · 
2000 · 
2001 · 
2002 · 
2003 · 
2004 · 
2005 · 
2006 · 
2007 · 
2008 · 
2009 · 
2010 · 
2011 · 
2012 · 
2013 · 
2014 · 
2015 · 
2016 · 
2017 · 
2018 · 
2019 · 
2020 · 
2021 · 
2022 · 
2023 · 
2024